# Rhynchonema subsetosum
Rhynchonema subsetosum is een rondwormensoort uit de familie van de Xyalidae.